# Буново (Софийская область)
Буново (болг. Буново) — село в Болгарии. Находится в Софийской области, входит в общину Мирково. Население составляет 335 человек (2022).

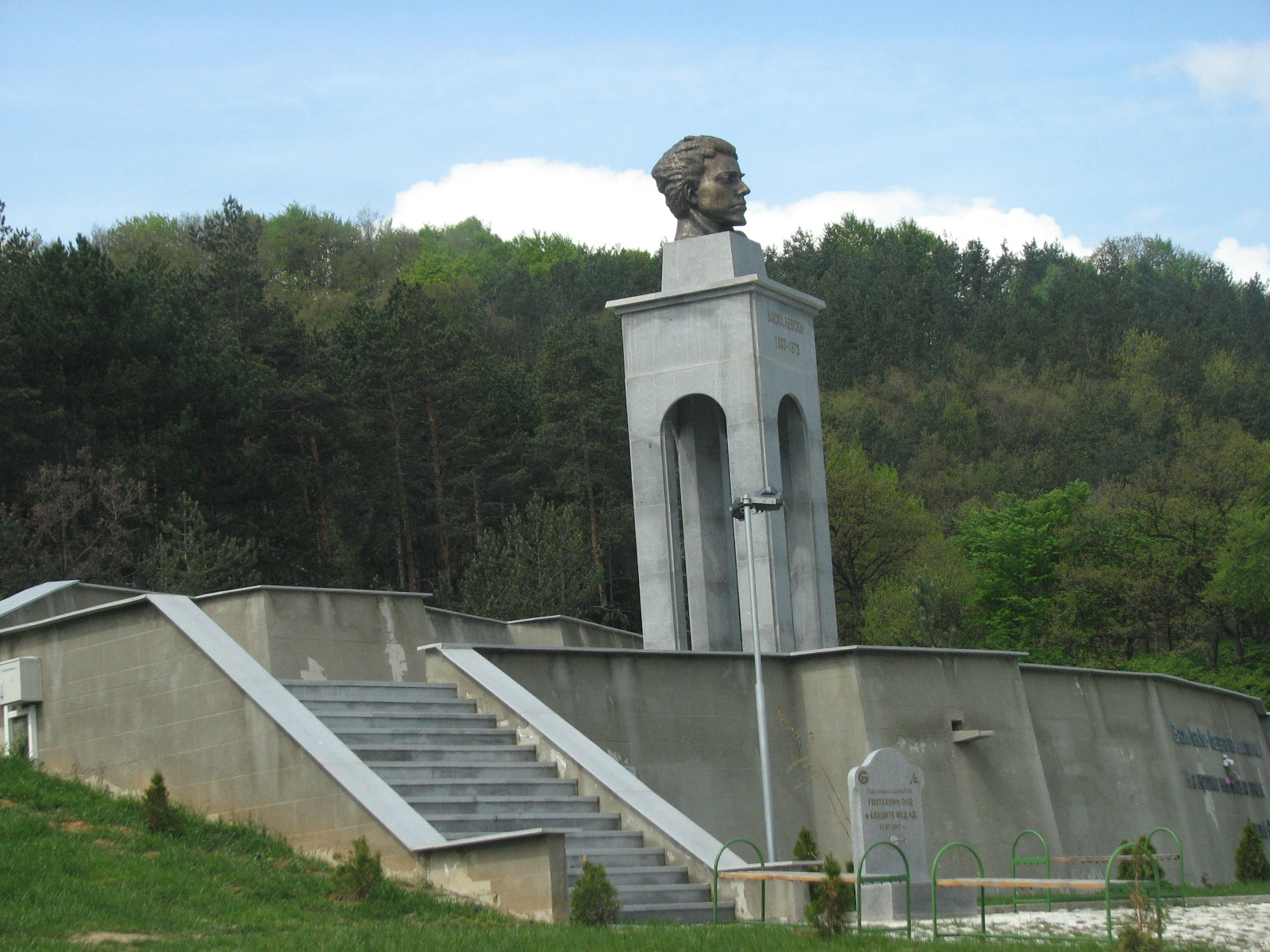
Мемориал Васила Левского в местности Гылыбец близ Буново

## Политическая ситуация
В местном кметстве Буново, в состав которого входит Буново, должность кмета (старосты) исполняет Иван Георгиев Маргитов по результатам выборов.
Кмет (мэр) общины Мирково — Цветанка Петкова Йотина (коалиция партий: «Демократы за сильную Болгарию» и «Союз демократических сил») по результатам выборов.